# اواتر
اَواتَر، روستایی از توابع بخش رودبار الموت شرقی شهرستان قزوین در استان قزوین ایران است.
این روستا شرقی‌ترین نقطه استان قزوین از لحاظ مختصات جغرافیایی و مسکونی بودن است.
اواتر آخرین روستای الموت از شمال شرق است و مردمش به زبان تاتی سخن می‌گویند.

## جمعیت
این روستا در دهستان الموت پایین قرار دارد و براساس سرشماری مرکز آمار ایران در سال ۱۳۸۵، جمعیت آن ۵۹ نفر (۲۱خانوار) بوده‌است.